# Karl-Ernst Jeismann
Karl-Ernst Jeismann (* 11. August 1925 in Dortmund; † 25. Februar 2012 in Münster) war ein deutscher Historiker und Geschichtsdidaktiker.

## Leben und Wirken
Jeismann wurde 1956 an der Westfälischen-Wilhelms-Universität Münster bei Kurt von Raumer promoviert und habilitierte sich 1971 an der Ruhr-Universität Bochum. Seit 1966 lehrte er als Professor an der Pädagogischen Hochschule Westfalen-Lippe in Münster. 1978 wurde er Direktor des Georg-Eckert-Instituts für internationale Schulbuchforschung in Braunschweig. 1982 ging Jeismann als Professor für Geschichte und Geschichtsdidaktik an die Universität Münster und wurde dort 1990 emeritiert.
Jeismann hat 1977 das „Geschichtsbewusstsein in der Gesellschaft“ als den Kern der Disziplin Geschichtsdidaktik hervorgehoben, worin ihm so gut wie alle Fachvertreter folgen. Es zielt ebenso auf die vorhandenen Inhalte und Denkfiguren wie den Wandel historischer Vorstellungen sowie auf die Beeinflussung des Geschichtsbewusstseins durch die Vernunft.
Jeismann gehörte zu den Vertretern einer wissenschaftsorientierten Richtung der Disziplin, die ihre Aussagen streng wissenschaftlicher Begründung unterzieht. Die Hauptaufgabe des Geschichtsunterrichts ist folglich wissenschaftliche Aufklärung. Jeismann richtet sich damit gegen Faktenpositivismus, einseitige politische Parteinahme und dauerhafte Fixierung historischer Aussagen ohne Revisionsmöglichkeit. Schüler benötigen eigene Spielräume zur Urteilsbildung, die sich auf den drei Lernziel-Ebenen der Analyse, des Sachurteils und der Wertung vollzieht. Diese Unterscheidung ist zum Standard geworden. Jeismann gehörte in den 1970er Jahren zu den Widersachern gegen die kritisch-emanzipatorische Richtung um Annette Kuhn und Klaus Bergmann.
Jeismann hat konkret in einer empirischen Studie das Problem der deutschen Teilung im Geschichtsbewusstsein von Jugendlichen untersucht, außerdem das Deutsch-Lesebuch Wort und Sinn mitgestaltet.
Im Jahr 1972 wurde Jeismann zum ordentlichen Mitglied der Historischen Kommission für Westfalen gewählt. Ab 2009 gehörte er ihr als korrespondierendes Mitglied an.

## Schriften (Auswahl)
- Geschichte und Bildung. Beiträge zur Geschichtsdidaktik und zur historischen Bildungsforschung, hrsg. von Wolfgang Jacobmeyer und Bernd Sösemann, Paderborn 2000, ISBN 3-506-74119-5 (darin u. a.: „Geschichtsbewußtsein“ als zentrale Kategorie der Didaktik des Geschichtsunterrichts, S. 46–72).
- Das preußische Gymnasium in Staat und Gesellschaft;
  - Bd. 1: Die Entstehung des Gymnasiums als Schule des Staates und der Gebildeten, 1787–1817, 2., vollst. überarb. Aufl., Stuttgart 1996, ISBN 3-608-917934.
  - Bd. 2: Höhere Bildung zwischen Reform und Reaktion, 1817–1859, Stuttgart 1996, ISBN 3-608-91794-2.
- Die Teilung Deutschlands als Problem des Geschichtsbewusstseins. Eine empirische Untersuchung über Wirkungen von Geschichtsunterricht auf historische Vorstellungen und politische Urteile, Paderborn 1988, ISBN 3-506-15104-5.
- mit C. Behrmann und Hans Süssmuth: Geschichte und Politik. Didaktische Grundlegung eines kooperativen Unterrichts. Paderborn 1978, ISBN 3-506-15100-2.
- Das Problem des Präventivkriegs im europäischen Staatensystem mit besonderem Blick auf die Bismarckzeit. München 1957.

Herausgeber
- mit Erich Kosthorst: Geschichtswissenschaft. Didaktik – Forschung – Theorie. Göttingen 1977, ISBN 3-525-33408-7.